# Dennis Xhaët
Dennis Xhaët (uitgesproken als sajet) (Ekeren, 29 juli 1985) is een Belgisch sportjournalist, commentator en podcast- en televisiepresentator.

## Levensloop
Xhaët werd geboren in 1985 te Ekeren. Hij woonde met zijn familie eerst in de Antwerpse Zurenborgwijk en groeide daarna op in Brasschaat en Kalmthout, waar hij leefde tussen zijn negende en twintigste jaar. Na zijn studie besloot hij naar Borgerhout te verhuizen.
Op 27 november 2000 verloor hij zijn vader, Jef Xhaët, in een auto-ongeval. Dit gebeurde toen Dennis slechts 15 jaar oud was, Jef was slechts 43 jaar oud.

## Carrière
Xhaët studeerde journalistiek aan de AP Hogeschool Antwerpen. Na zijn studie ging hij, in augustus 2010, aan de slag bij Telenet Play Sports, waar hij tot op de dag van vandaag dienst doet als televisiepresentator. Hij verzorgde er onder andere al het commentaar bij basketbalwedstrijden, presenteerde de programma’s rond de voetbalwedstrijden en heel wat meer. Hij is tot op de dag van vandaag actief bij Play Sports.
In september 2015 begon hij een eigen basketbalpodcast genaamd X&O's (Xhaët and Others), dit was de allereerste sportpodcast in Vlaanderen. Later, in 2019, begon Xhaët te werken voor Friends Of Sports, een verzameling van sportpodcasts. Sinds dan is hij ook te horen in verschillende voetbalpodcasts zoals MIDMID en 90 Minutes.
Sinds maart 2022 presenteert hij het programma Café De Mol, waarin hij samen met enkele panelleden ('mollenjagers') het programma De Mol analyseert.